# Observatoire des ambroisies
L'Observatoire des ambroisies est un centre national de référence en matière d'ambroisies créé en 2011. Il a été désigné comme organisme contribuant à certaines mesures nationales de prévention et de lutte relatives à trois espèces d'ambroisie.

## Création de l'Observatoire
L'ambroisie à feuilles d'armoise (Ambrosia artemisiifolia L.) est une espèce exotique envahissante originaire d'Amérique du Nord qui pose des problèmes sanitaires, agricoles, environnementaux et sociétaux en France. Deux autres espèces d'ambroisie présentes en France sont également classées nuisibles à la santé humaine : l'Ambroisie trifide (Ambrosia trifida L.) et l'Ambroisie à épis lisses (Ambrosia psilostachya DC.).
En 2011, les ministères de la Santé, de l'Environnement et de l'Agriculture ont mis en place avec l'Institut national de la recherche agronomique (Inra), un observatoire des ambroisies qui a pour but de renforcer la coordination des moyens de prévention et de lutte contre ces ambroisies. Depuis 2017, cet observatoire est piloté par FREDON France (réseau des Fédérations régionales de lutte contre les organismes nuisibles).

## Missions
L'observatoire des ambroisies a pour mission la coordination de la lutte contre les ambroisies au niveau national :
- Communiquer et informer sur la thématique des ambroisies (données scientifiques, connaissances, impacts, techniques de lutte et prévention, etc.) ;
- Favoriser et promouvoir les actions de formation, de prévention, de lutte et d'information en partenariat avec les acteurs concernés ;
- Appuyer les actions du ministère des Solidarités et de la Santé relatives aux plantes nuisibles à la santé humaine[5].

## La Journée internationale de l'ambroisie
Chaque année, tous les premiers samedis de l'été, se tient la Journée internationale de l'ambroisie. Cette journée, née à l'initiative de l'International ragweed society (IRS), a pour but d'informer le plus grand nombre sur les problématiques liées aux ambroisies. L'Observatoire des ambroisies liste les événements qui ont lieu à cette occasion en France sur son site ambroisie-risque.info.